# Liste der Ständigen Vertreter Spaniens bei den Vereinten Nationen
Diese Seite listet die Ständigen Vertreter Spaniens bei den Vereinten Nationen (UNO) in New York, Genf und Wien auf. Die Ständige Vertretung bei den Vereinten Nationen in Nairobi übernimmt der spanische Botschafter in Kenia. 

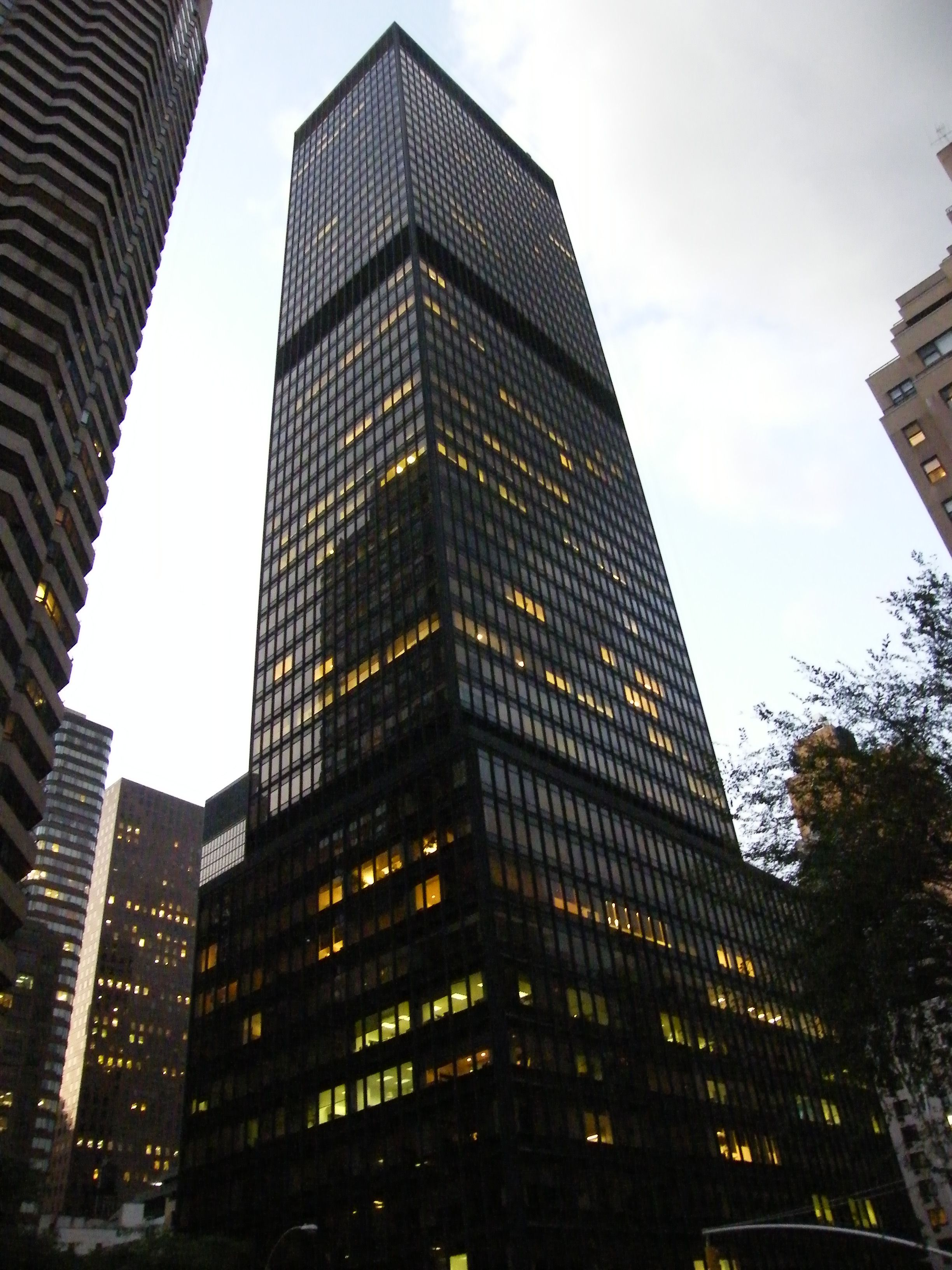
Sitz der Ständigen Vertretung Spaniens bei den Vereinten Nationen in New York im One Dag Hammarskjöld Plaza, 245 East 47th Street, New York, NY

Spanien ist seit dem 14. Dezember 1955 Mitglied der Vereinten Nationen. Zu den Aufgaben der Leiter der jeweiligen Mission an den vier UN-Standorten gehört die Koordination zwischen spanischer Regierung und den jeweiligen Organen der Vereinten Nationen. 

## Ständige Vertreter

### Ständige Vertreter bei den Vereinten Nationen in New York
- 1956–1963: José Félix de Lequerica y Erquiza
- 1964–1967: Manuel Aznar Zubigaray
- 1968–1972: Jaime de Piniés y Rubio
- 1972–1973: Jaime Alba y Delibes
- 1973–1985: Jaime de Piniés y Rubio
- 1986–1987: Fernando Morán López
- 1987–1991: Francisco Villar Ortíz de Urbina
- 1991–1996: Juan Antonio Yáñez-Barnuevo
- 1996–1997: Carlos Westendorp y Cabeza[3]
- 1997–2004: Inocencio Arias[4]
- 2004–2010: Juan Antonio Yáñez-Barnuevo[5]
- 2010–2012: Juan Pablo de Laiglesia y González de Peredo[6]
- 2012–2014: Fernando Arias González[7]
- 2014–heute: Román Oyarzun Marchesi[8]

Stand: Jun. 2016

### Ständige Vertreter bei den Vereinten Nationen in Genf
- 2012–heute: Ana María Menéndez Pérez

Stand: Jun. 2016

### Ständige Vertreter bei den Vereinten Nationen in Wien
- 1980–1987: Enrique Suárez de Puga
- 1987–1990: Eloy Ybáñez Bueno
- 1990–1993: Fernando Arias-Salgado
- 1993–1996: José Antonio de Yturriaga Barberán
- 1996–2000: Antonio Ortiz García
- 2000–2004: Antonio Núñez García-Saúco
- 2004–2006: Aurelio Pérez Giralda
- 2006–2010: José Luis Roselló Serra
- 2010–2014: Carmen Buján Freire
- 2014–heute: Gonzalo de Salazar Serantes

Stand: Jun. 2016